# 小行星13843
小行星13843（13843 Cowenbrown）是一颗绕太阳运转的小行星，为主小行星带小行星。该小行星于1999年12月6日发现。

## 轨道参数
小行星13843的轨道半长轴为2.2229773 UA，离心率为0.064。